# Super-Klasse
Die Super-Klasse ist eine Baureihe von vier Fähren, die von der US-amerikanischen Reederei Washington State Ferries bei der National Steel and Shipbuilding Company in San Diego in Auftrag gegeben und in den Jahren 1967 bis 1968 in Dienst gestellt wurden.

## Geschichte
Die Planung zum Bau der Super-Klasse entstand Mitte der 1960er-Jahre als Ersatz der angekauften Vorkriegsbauten der Washington State Ferries. Darunter zum Beispiel die Kalakala, welche nach vierzig Jahren im Dienst in einem schlechten Zustand war. Die Neubauten sollten die bis dahin größten Schiffe der Reederei werden. Ihr Entwurf stammte von W.C. Nickums and Sons, welche bereits mehrere Jahre zuvor die bis dahin größten Fähren der Evergreen-State-Klasse entworfen hatten.
Die Fähren der Super-Klasse entstanden in der National Steel and Shipbuilding Company in San Diego und kosteten im Bau jeweils etwa 6,5 Millionen US-Dollar. Als Typschiff lief am 17. Dezember 1966 die Hyak vom Stapel. Sie wurde am 17. Dezember 1967 in Dienst gestellt. Ihre drei Schwesterschiffe folgten zwischen Januar und Juni 1968. Die Fähren wurden auf verschiedenen Routen im Bundesstaat Washington eingesetzt.
Zwei Einheiten der Super-Klasse sind noch im Dienst. Die Hyak sollte ursprünglich 2018 als Erstes der vier Schiffe ausgemustert werden, blieb als Reserveschiff jedoch noch bis 2019 in Fahrt. Die Elwha wurde im April 2020 als jüngste Einheit aufgrund zu hoher Wartungs- und Reparaturkosten ausgemustert, nachdem sie bereits seit 2019 inaktiv war.

## Technik und Ausstattung
Die Fähren der Super-Klasse sind fast baugleich, unterscheiden sich aber in der Passagier- und Fahrzeugkapazität voneinander. Wie alle Schiffe der Washington State Ferries verfügen die Einheiten der Super-Klasse über mehrere Sitz- und Aufenthaltsräume, die in einem schlichten Stil eingerichtet sind. Mit ihren bis zu 2.500 Passagieren verfügt die Klasse das größte Kapazitätsvolumen in der Flotte der Reederei.
Angetrieben werden die Fähren von jeweils vier Elektromotoren, die eine Höchstgeschwindigkeit von bis zu 17 Knoten hervorbringen können.

## Einheiten
| Die Fähren der Super-Klasse | Die Fähren der Super-Klasse | Die Fähren der Super-Klasse | Die Fähren der Super-Klasse                        | Die Fähren der Super-Klasse | Die Fähren der Super-Klasse | Die Fähren der Super-Klasse                | Die Fähren der Super-Klasse |
| --------------------------- | --------------------------- | --------------------------- | -------------------------------------------------- | --------------------------- | --------------------------- | ------------------------------------------ | --------------------------- |
| Name                        | Stapellauf                  | Ablieferung                 | Bauwerft                                           | Vermessung                  | Antrieb                     | Verbleib                                   |                             |
| Hyak                        | 17. Dezember 1966           | 4. Juli 1967                | National Steel and Shipbuilding Company, San Diego | 2704 BRT                    | vier Elektromotoren         | seit 2018 Reserveschiff, 2019 ausgemustert |                             |
| Kaleetan                    | 12. März 1967               | 24. Dezember 1967           | National Steel and Shipbuilding Company, San Diego | 2704 BRT                    | vier Elektromotoren         | in Fahrt                                   |                             |
| Yakima                      | 20. Mai 1967                | 23. März 1968               | National Steel and Shipbuilding Company, San Diego | 2704 BRT                    | vier Elektromotoren         | in Fahrt                                   |                             |
| Elwha                       | 16. Dezember 1967           | Juni 1968                   | National Steel and Shipbuilding Company, San Diego | 2813 BRT                    | vier Elektromotoren         | 2020 ausgemustert, 2025 verkauft           |                             |